# ۲۴ ساعت در زندگی یک زن (فیلم ۱۹۶۸)
«۲۴ ساعت در زندگی یک زن» (فرانسوی: Vingt-Quatre Heures de la vie d'une femme‎) فیلمی در ژانر درام است که در سال ۱۹۶۸ منتشر شد. از بازیگران آن می‌توان به دانیل داریو، رابرت هوفمان، و رومینا پاور اشاره کرد.